# 藤岡好明
藤岡 好明（ふじおか よしあき、1985年3月12日 - ）は、大阪府豊中市出身のプロ野球選手（投手）・コーチ。右投左打。

## 経歴

### プロ入り前
小学校で軟式野球、豊中第十五中学校では学校の部活で準硬式野球。宮崎日大高校では2年春に二塁手で九州大会優勝。同期に下園辰哉がいて2年秋の県大会決勝では下園が先発し、救援したが瀬間仲ノルベルト（日章学園高）に完投されて敗れた。続く九州大会では初戦で先発するも敗退。JR九州へ入社。樋口龍美や町豪将など、先輩に好投手が多かったため、入社当初は公式戦への登板機会に恵まれなかった。樋口が中日ドラゴンズ、町がオリックス・バファローズへ入団した2005年には、小松聖がエースとなり、公式戦では主に救援で起用。2人が成し得なかったチームの都市対抗野球準決勝進出に貢献した。
2005年のプロ野球大学・社会人ドラフト会議で、福岡ソフトバンクホークスから3巡目で指名。契約金8000万円、年俸1000万円（金額は推定）という条件で入団した。背番号は40。

### ソフトバンク時代

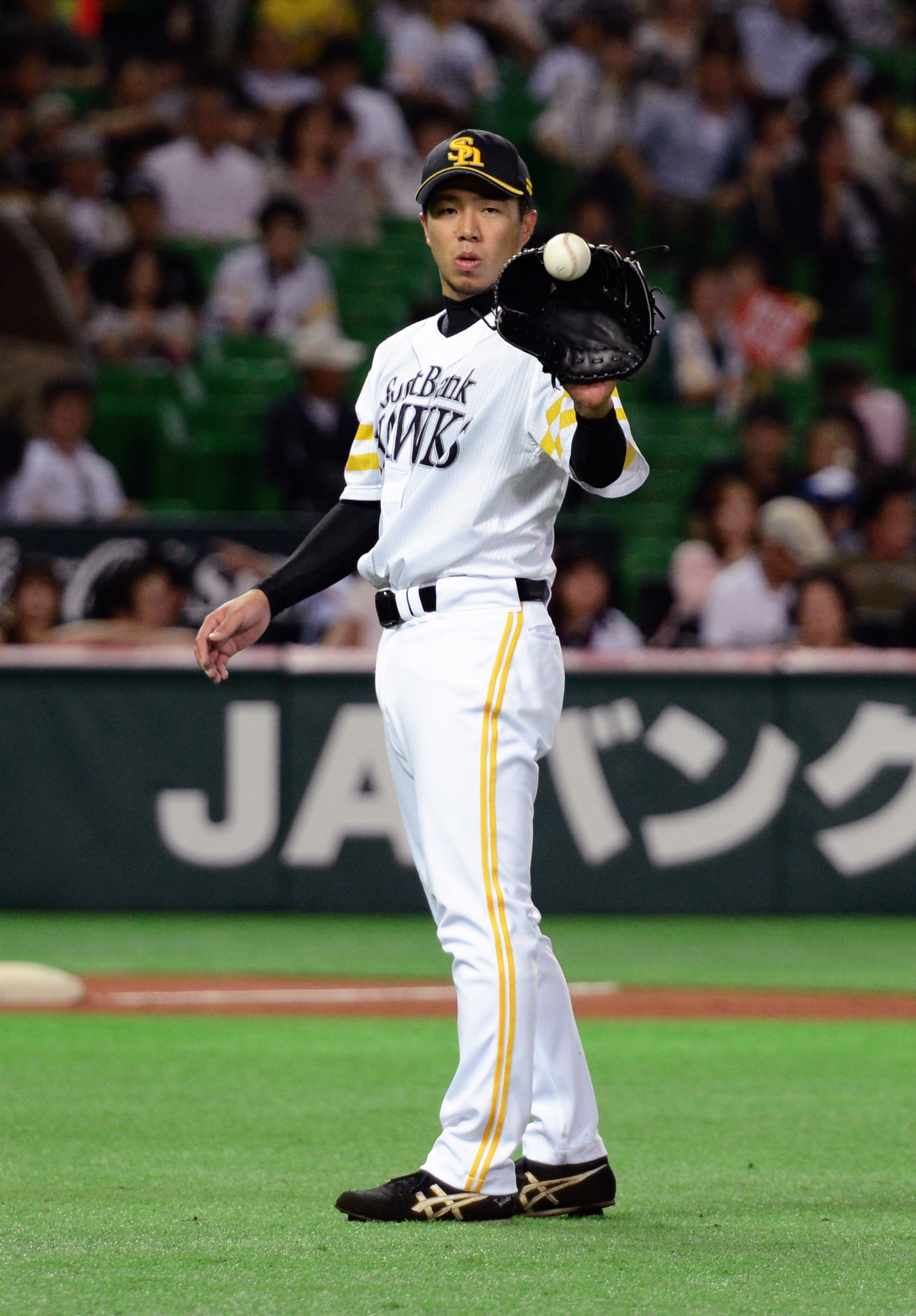
ソフトバンク時代（2012年6月24日 福岡Yahoo!JAPANドームにて）

2006年には、新人選手から松田宣浩と共に開幕一軍入りを果たすと、3月26日の対千葉ロッテマリーンズ戦（福岡Yahoo! JAPANドーム）で一軍デビュー。6回表二死満塁からの救援登板を無失点で切り抜けると、次の登板試合から8試合連続で無失点を記録するなど、セットアッパーとして活躍した。5月19日の対東京ヤクルトスワローズ戦（明治神宮野球場）では、プロ入り初セーブを記録。一軍公式戦全体では、チームトップの62試合（当時のパシフィック・リーグ新人投手最多登板記録）に登板するとともに、リーグ2位の31ホールドポイントを記録した。さらに、速球主体のピッチングながら、シーズンを通して1本の本塁打も許さなかった。
2007年には、前年まで在籍していた吉武真太郎に代わる中継ぎ陣の柱として、開幕から一軍公式戦での登板を重ねた。しかし、5月時点の防御率が10点台に達したことに加えて、故障の影響で2か月以上の戦線離脱を余儀なくされた。8月に一軍へ復帰してからは、公式戦23試合に登板。この間の自責点を4にとどめたことから、シーズン通算の防御率を4点台にまで持ち直した。
2008年には、一軍公式戦11試合に登板。勝敗は付かず、防御率は3.38であった。
2009年には、公式戦開幕後の4月に、シーズン初の出場選手登録を果たした。登録当初の公式戦では中継ぎに起用されたが、5月16日の対東北楽天ゴールデンイーグルス戦（クリネックススタジアム宮城）から先発に転向。3度目の先発登板であった6月3日の横浜ベイスターズ戦（福岡Yahoo!JAPANドーム）では、6回を2安打無失点という内容で先発投手としての初勝利を記録した。シーズン通算では、一軍公式戦14試合に先発。1年目に並ぶ自己最多の5勝を挙げた。
2010年には、先発投手として一軍公式戦3試合、中継ぎ投手として29試合に登板。中継ぎでは、主にビハインドの展開で登板しながら、防御率2.35、奪三振率10.33という好成績を残した。
2011年には、一軍公式戦での登板が5試合にまで減少。1勝を挙げたが、防御率は9点台で、先発投手としての登板機会はなかった。
2012年は春季キャンプで肩を痛めるも6月には復帰し、以降は中継ぎ投手として一軍公式戦39試合に登板。防御率が過去最高の1.19を記録するなど、安定した成績を残した。シーズン終了後の契約交渉では前年から800万円増となる推定年俸2800万円で契約を更改した。
2013年には、シーズン序盤から、一軍公式戦への中継ぎ登板を重ねていた。6月27日の全体練習中に体調不良を訴えたため、病院で診察を受けたところ、肝機能の低下が判明したため急遽入院。退院後も2か月程度の安静を求められたため、そのままシーズンを終えた。

### 日本ハム時代
2013年12月25日に、北海道日本ハムファイターズへの移籍が発表された。鶴岡慎也がFA権の行使によってソフトバンクへ移籍したことに伴う補償措置で、背番号は22。
2014年には、5月17日の対千葉ロッテマリーンズ戦（札幌ドーム）延長11回表に5番手投手として登板すると、1回を無失点に抑えた後に、チームのサヨナラ勝ちによって移籍後初勝利を挙げた。しかし、以降の登板は8試合にとどまった。
2015年には、一軍公式戦で6試合に登板。防御率は4.70で、勝敗は付かなかった。シーズン終了後の契約交渉では、翌2016年の年俸に対して、野球協約で定められた減額制限を超える条件を適用することを球団から提示。結局、前年から1200万円ダウンの推定年俸1100万円で契約を更改した。
2016年には、移籍後初の開幕一軍登録を果たすと、3月26日の対ロッテ戦（QVCマリンフィールド）に救援で登板。2/3イニングを投げて1失点を喫すると、以降はファイターズで登板する機会はなかった。

### DeNA時代
2016年3月30日に、金銭トレードでDeNAへ移籍することが発表された。背番号は68。
日本ハムの投手として、発表の当日に対オリックス・バファローズ戦前の練習（札幌ドーム）へ参加していたが、練習後に出場選手登録を抹消されたうえで、日本ハム球団の幹部からDeNAへの移籍を通告された。この緊急移籍について、日本ハム一軍監督の栗山英樹は、「ウチ（日本ハム）も（手薄な一軍の救援要員として藤岡を）欲しいけれど、藤岡には（ソフトバンクからの入団以降）個人的に何もできなかったので、藤岡のために（日本ハムより登板の機会が多そうな）DeNAへ移籍させることを考えた」という表現で苦渋の決断だったことを明かした。
移籍後は、4月5日の出場選手登録を経て、4月6日の対中日ドラゴンズ戦（ナゴヤドーム）から、救援で9試合に登板。2ホールド、防御率1.13を記録した。ところが、4月26日の対中日戦（横浜スタジアム）7回表の救援登板中に、右肩の違和感を訴えて降板。4月27日に登録を抹消されると、一軍へ復帰できないままレギュラーシーズンを終えた。チームがレギュラーシーズン3位で臨んだクライマックスシリーズの開幕直前からは、中継ぎの柱である須田幸太が故障で登板が危ぶまれていたことを背景に、一軍へ再び帯同。広島東洋カープとのファイナルステージ第4戦（10月15日・MAZDA Zoom-Zoom スタジアム広島）2回裏に2番手投手として実戦復帰を果たすと、1イニングを無失点に抑えてシーズンを終えた。
2017年には、レギュラーシーズンの開幕を二軍で迎えたが、5月20日にシーズン初の一軍昇格。5月23日の対中日戦（横浜スタジアム）で一軍公式戦3年ぶりの勝利を挙げたが、シーズン全体では、6試合の登板で1勝0敗、防御率4.15という成績にとどまった。シーズン終了後の契約更改でチームに残留したが、自身より年上の久保康友・林昌範両投手がこの年限りで退団したため、32歳ながらチーム最年長の投手になった。
2018年には、イースタン・リーグの公式戦で、開幕から7月下旬までに22試合へ登板。その間に2勝1敗3セーブ、防御率2.25という好成績を残したことから、8月2日にシーズン初の一軍昇格を果たした。8月3日の対広島東洋カープ戦（横浜）で、同点の延長10回表二死一・二塁からシーズン初の一軍マウンドに立つと、一打勝ち越しのピンチを凌いだばかりか11回表にも続いて登板。1回1/3で打者4人を11球で打ち取る好投の末に、その裏の攻撃でチームがサヨナラ勝利を収めたことから、一軍公式戦でのシーズン初勝利を挙げた。一軍公式戦全体では15試合に登板。防御率は6.14ながら、1勝1ホールドを記録した。シーズン終了後に、推定年俸1150万円（前年から100万円増）という条件で契約を更改。
2019年には、チーム最年長の日本人選手として、一軍公式戦32試合に登板。ビハインドの局面を中心にリリーフを任されながらも、ソフトバンク時代の2013年以来6年ぶりのシーズン30試合登板を達成したほか、シーズン初登板から16試合連続無失点を記録して防御率を1.86にとどめた。NPBの規定によってシーズン途中の9月14日に国内FA権を取得したが、シーズンの終了後にはこの権利を行使せず、推定年俸1750万円（前年から600万円増）という条件でチームへ残留。
2020年には、レギュラーシーズン中盤の8月に、一軍公式戦4試合に登板。ワンポイントリリーフを任されたが、防御率21.60、WHIP4.20にとどまった。シーズン最終盤の11月3日に球団から戦力外通告を受け、DeNAのコーチに就任し現役を引退した。
2021年シーズンは、DeNAの二軍投手コーチを務めた。

### KAL・熊本時代
2021年12月2日、プロ野球独立リーグ・九州アジアリーグ（KAL）の火の国サラマンダーズに、投手コーチ兼任で現役復帰することが発表された。背番号は42。
2022年3月27日の対大分B-リングス戦（リブワーク藤崎台球場）で、現役復帰後初の公式戦に登板。6回から救援登板し、KALでの初対戦の打者はDeNA時代の元チームメイトである白崎浩之になった。この回は3人で抑え込んだものの、回を跨ぐと打ち込まれてしまい、1回2/3を投げて自責点2の内容だった。2試合目の登板は5月4日、古巣のソフトバンクの三軍戦で、救援で2回を投げて自責点1の内容だった。コーチ業もあり、特に前半戦は登板機会が少なく、最終的には選手としては10試合の登板で、防御率4点台後半の成績だった。
2023年は2試合の登板のみであった。シーズン終了後の10月4日に自身のX（旧Twitter）アカウントで「（馬原孝浩）監督と共に退団します」と表明し、一週間後の10月11日に正式に球団より退任・退団が発表された。

### くふうハヤテ時代
2023年11月4日、2024年からのウエスタン・リーグへの参加が内定しているハヤテ223（当時チーム名未定、その後「くふうハヤテベンチャーズ静岡」と発表）のトライアウトに参加。「（現役で）野球を続けることが一番の目的」「日本に限らず海外も視野に入れながら、翌年どうやって野球を続けようかと考えていたところ、このトライアウトに行きつきました」と参加理由を説明していた。トライアウト参加後、同球団の選手第1号に内定したことが報じられ、12月7日に新入団選手として正式に発表された。背番号は21となる。
2024年シーズン開幕前、3月3日の春季教育リーグの試合への登板後、右肩のコンディション不良が発生したため、くふうハヤテ所属後の公式戦登板は5月6日のソフトバンク戦までずれこんだ。同試合では2番手として1回を投げ、無失点に抑えた。最終的に21試合に登板して19回2/3を投げ、0勝2敗3セーブ、防御率1.37の成績だった。
10月31日に契約満了による退団が発表され、オフシーズンはニカラグアのウィンターリーグに参加していたが、2025年3月31日に投手コーチ兼任での再入団が発表された。背番号は新たに26となる。4月11日の阪神戦で復帰登板を果たした。

## 選手としての特徴・人物
投球フォームはサイドスローで、140km/h前後のストレートや、スライダーやシュート・シンカー・カットボールといった変化球を投げ分けていた。20代の頃に最速149km/hを計測していたが、40歳手前の2024年現在の最速は138〜140km/h程度である。
ソフトバンク入団1年目の2006年に一軍公式戦で62試合に登板して以来、シーズン50試合登板と、ホールドが付く局面での登板機会の増加を目標に掲げていた。もっとも、NPBでの現役生活を通じて50試合以上に登板できたのはこの年のみで、日本ハム時代からDeNAへの移籍2年目（2018年）まではソフトバンク時代ほどの活躍に至らなかった。本人曰く「右肩を痛めた影響で、力強く投げられるポジション（位置）に戻っていなかった」とのことで、2018年オフシーズンのトレーニングから、通常の練習より重い球を使用。これまで避けてきた重い球でのトレーニングを通じて力強い球を投げられるポジションを再び見付けられたことが、投球フォームの安定や、2019年シーズンの好成績につながったという。
愛称は「タゴッチ」で、ソフトバンク時代の先輩・斉藤和巳が命名。

## 詳細情報

### 年度別投手成績
| 年 度      | 球 団        | 登 板 | 先 発 | 完 投 | 完 封 | 無 四 球 | 勝 利 | 敗 戦 | セ 丨 ブ | ホ 丨 ル ド | 勝 率 | 打 者 | 投 球 回 | 被 安 打 | 被 本 塁 打 | 与 四 球 | 敬 遠 | 与 死 球 | 奪 三 振 | 暴 投 | ボ 丨 ク | 失 点 | 自 責 点 | 防 御 率 | W H I P |
| ---------- | ------------ | ----- | ----- | ----- | ----- | -------- | ----- | ----- | -------- | ----------- | ----- | ----- | -------- | -------- | ----------- | -------- | ----- | -------- | -------- | ----- | -------- | ----- | -------- | -------- | ------- |
| 2006       | ソフトバンク | 62    | 0     | 0     | 0     | 0        | 5     | 3     | 1        | 26          | .625  | 270   | 65.2     | 51       | 0           | 21       | 3     | 6        | 65       | 0     | 0        | 20    | 19       | 2.60     | 1.10    |
| 2007       | ソフトバンク | 36    | 0     | 0     | 0     | 0        | 1     | 2     | 0        | 7           | .333  | 146   | 31.1     | 39       | 3           | 16       | 3     | 1        | 25       | 3     | 0        | 19    | 17       | 4.88     | 1.76    |
| 2008       | ソフトバンク | 11    | 0     | 0     | 0     | 0        | 0     | 0     | 0        | 0           | ----  | 31    | 8.0      | 7        | 0           | 1        | 0     | 1        | 4        | 0     | 0        | 4     | 3        | 3.38     | 1.00    |
| 2009       | ソフトバンク | 38    | 14    | 0     | 0     | 0        | 5     | 8     | 0        | 2           | .385  | 434   | 101.2    | 98       | 10          | 38       | 0     | 4        | 82       | 5     | 0        | 57    | 52       | 4.60     | 1.34    |
| 2010       | ソフトバンク | 32    | 3     | 0     | 0     | 0        | 1     | 2     | 0        | 1           | .333  | 236   | 54.0     | 56       | 1           | 21       | 0     | 3        | 57       | 3     | 0        | 29    | 27       | 4.50     | 1.43    |
| 2011       | ソフトバンク | 5     | 0     | 0     | 0     | 0        | 1     | 0     | 0        | 0           | 1.000 | 42    | 8.1      | 10       | 1           | 5        | 0     | 2        | 8        | 1     | 0        | 9     | 9        | 9.72     | 1.81    |
| 2012       | ソフトバンク | 39    | 0     | 0     | 0     | 0        | 1     | 0     | 0        | 8           | 1.000 | 175   | 45.1     | 36       | 0           | 9        | 0     | 0        | 34       | 1     | 0        | 8     | 6        | 1.19     | 0.99    |
| 2013       | ソフトバンク | 32    | 0     | 0     | 0     | 0        | 4     | 0     | 0        | 6           | 1.000 | 121   | 28.2     | 29       | 0           | 12       | 0     | 1        | 15       | 3     | 0        | 9     | 8        | 2.51     | 1.43    |
| 2014       | 日本ハム     | 9     | 0     | 0     | 0     | 0        | 1     | 0     | 0        | 2           | 1.000 | 57    | 12.0     | 18       | 0           | 4        | 1     | 0        | 8        | 0     | 0        | 8     | 7        | 5.25     | 1.83    |
| 2015       | 日本ハム     | 6     | 0     | 0     | 0     | 0        | 0     | 0     | 0        | 0           | ----  | 35    | 7.2      | 11       | 1           | 2        | 0     | 0        | 2        | 0     | 0        | 4     | 4        | 4.70     | 1.70    |
| 2016       | 日本ハム     | 1     | 0     | 0     | 0     | 0        | 0     | 0     | 0        | 0           | ----  | 4     | 0.2      | 2        | 0           | 0        | 0     | 0        | 1        | 0     | 0        | 2     | 2        | 27.00    | 3.00    |
| 2016       | DeNA         | 9     | 0     | 0     | 0     | 0        | 0     | 1     | 0        | 2           | .000  | 31    | 8.0      | 7        | 0           | 2        | 0     | 0        | 3        | 0     | 0        | 2     | 1        | 1.13     | 1.13    |
| '16計      | DeNA         | 10    | 0     | 0     | 0     | 0        | 0     | 1     | 0        | 2           | .000  | 35    | 8.2      | 9        | 0           | 2        | 0     | 0        | 4        | 0     | 0        | 4     | 3        | 3.12     | 1.27    |
| 2017       | DeNA         | 6     | 0     | 0     | 0     | 0        | 1     | 0     | 0        | 0           | 1.000 | 23    | 4.1      | 6        | 0           | 4        | 0     | 1        | 3        | 0     | 0        | 2     | 2        | 4.15     | 2.31    |
| 2018       | DeNA         | 15    | 0     | 0     | 0     | 0        | 1     | 0     | 0        | 1           | 1.000 | 67    | 14.2     | 15       | 1           | 5        | 1     | 2        | 9        | 0     | 0        | 10    | 10       | 6.14     | 1.36    |
| 2019       | DeNA         | 32    | 0     | 0     | 0     | 0        | 1     | 0     | 0        | 1           | 1.000 | 126   | 29.0     | 27       | 2           | 15       | 3     | 0        | 23       | 2     | 0        | 6     | 6        | 1.86     | 1.45    |
| 2020       | DeNA         | 4     | 0     | 0     | 0     | 0        | 0     | 0     | 0        | 1           | ----  | 12    | 1.2      | 4        | 0           | 3        | 0     | 0        | 3        | 0     | 0        | 4     | 4        | 21.60    | 4.20    |
| 通算：15年 | 通算：15年   | 337   | 17    | 0     | 0     | 0        | 22    | 16    | 1        | 57          | .579  | 1810  | 421.0    | 416      | 19          | 158      | 11    | 21       | 342      | 18    | 0        | 193   | 177      | 3.78     | 1.36    |

### 記録
初記録
投手記録
- 初登板・初ホールド：2006年3月26日、対千葉ロッテマリーンズ2回戦（福岡Yahoo! JAPANドーム）、6回表二死に2番手で救援登板、1回1/3を1失点
- 初奪三振：同上、7回表に西岡剛から空振り三振
- 初セーブ：2006年5月19日、対東京ヤクルトスワローズ1回戦（明治神宮野球場）、7回裏一死に3番手で救援登板、1回2/3を無失点 ※8回裏終了降雨コールドゲーム
- 初勝利：2006年5月24日、対横浜ベイスターズ2回戦（福岡Yahoo! JAPANドーム）、7回表二死に2番手で救援登板、1回無失点
- 初先発登板：2009年5月16日、対東北楽天ゴールデンイーグルス8回戦（クリネックススタジアム宮城）、5回6被安打無失点
- 初先発勝利：2009年6月3日、対横浜ベイスターズ2回戦（福岡Yahoo! JAPANドーム）、6回2被安打無失点

打撃記録
- 初安打：2009年6月17日、対中日ドラゴンズ4回戦（ナゴヤドーム）、5回表に小笠原孝から左前安打

### 独立リーグでの年度別投手成績
| 年 度     | 球 団     | 登 板 | 先 発 | 完 投 | 完 封 | 無 四 球 | 勝 利 | 敗 戦 | セ 丨 ブ | ホ 丨 ル ド | 勝 率 | 打 者 | 投 球 回 | 被 安 打 | 被 本 塁 打 | 与 四 球 | 敬 遠 | 与 死 球 | 奪 三 振 | 暴 投 | ボ 丨 ク | 失 点 | 自 責 点 | 防 御 率 | W H I P |
| --------- | --------- | ----- | ----- | ----- | ----- | -------- | ----- | ----- | -------- | ----------- | ----- | ----- | -------- | -------- | ----------- | -------- | ----- | -------- | -------- | ----- | -------- | ----- | -------- | -------- | ------- |
| 2022      | 熊本      | 10    | 1     | 0     | 0     | 0        | 0     | 0     | 0        | 2           | .000  | 71    | 15.2     | 21       | 0           | 5        | -     | 0        | 20       | 2     | 0        | 8     | 8        | 4.60     | 1.66    |
| 2023      | 熊本      | 2     | 0     | 0     | 0     | 0        | 0     | 0     | 0        | 0           | .000  | 7     | 2        | 1        | 0           | 0        | -     | 0        | 1        | 0     | 0        | 0     | 0        | 0.00     | 0.50    |
| 通算：2年 | 通算：2年 | 12    | 1     | 0     | 0     | 0        | 0     | 0     | 0        | 2           | .000  | 78    | 17.2     | 22       | 0           | 5        | -     | 0        | 21       | 2     | 0        | 8     | 8        | 4.08     | 1.53    |

- 2023年度シーズン終了時

### 背番号
- 40（2006年 - 2013年）
- 22（2014年 - 2016年途中）
- 68（2016年途中 - 2020年）
- 95（2021年）
- 42（2022年 - 2023年）
- 21（2024年）
- 26（2025年 - ）

### 登場曲
- KREVA 『国民的行事』
- レディー・ガガ 『ジ・エッジ・オブ・グローリー』（2011年）
- AI 『ハピネス』（2012年）
- ウルフルズ『サムライソウル』（2015年 - ）